# Chitron mniszechii
Chitron mniszechii is een keversoort uit de familie van de boktorren (Cerambycidae). De wetenschappelijke naam van de soort werd in 1859 als Trestonia mniszechii gepubliceerd door  Jean Baptiste Lucien Buquet.

## Verspreidingsgebied
De soort komt voor in Brazilië.